# 成勝
成勝（韓語：성승，？—1456年6月8日）是朝鮮王朝官員和將領。本貫昌寧成氏。
端宗在位期間成勝擔任忠清道兵馬都節制使、都摠府都摠管。他與安平大君李瑢往來甚密。1455年，世祖篡奪端宗的王位之後，成勝被任命為同知中樞院事。他與兒子成三問等人密謀推翻世祖，被金礩告發，淩遲處死。
1692年（肅宗十八年），肅宗恢復了他的官爵。1791年（正祖十五年），賜諡忠肅，配享於莊陵。